# توماس هربرت

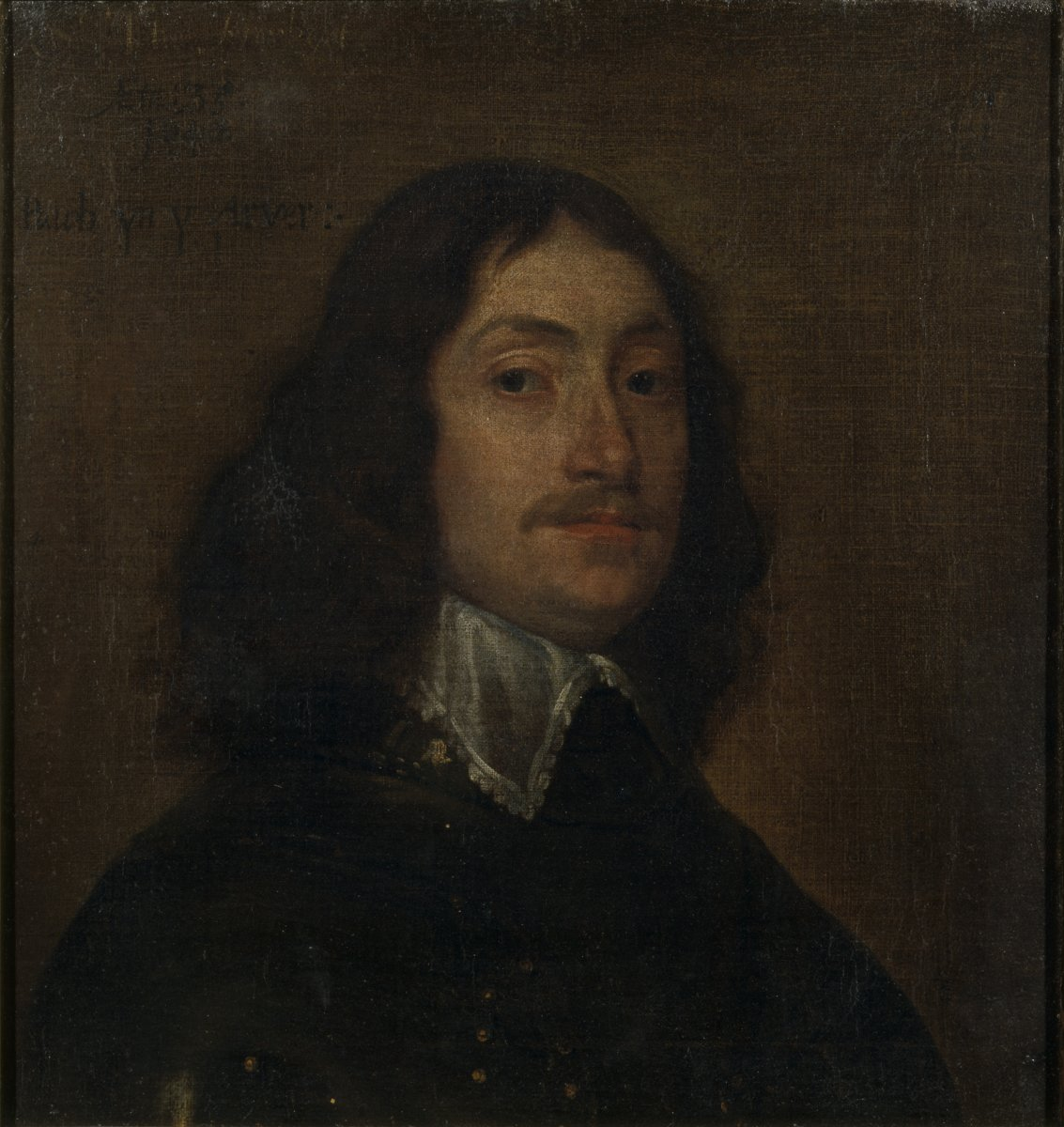
سِر توماس هربرت

سِر توماس هربرت (به انگلیسی: Sir Thomas Herbert) (۱۶۸۲–۱۶۰۶) از نجیب‌زادگان و درباریان انگلیسی بود که در سال ۱۶۲۷ (۱۰۰۵ ه‍.ش / ۱۰۳۶ ه‍.ق) به همراه هیئت نمایندگی که چارلز اول به ریاست سِر دادمور کاتن (Sir Dodmore Cotton) به دربار شاه عباس اول روانه کرده بود به ایران آمد.

## سفر به ایران
توماس هربرت به همراه هیئتی شامل: سِر دادمور کاتن، سفیر دربار چارلز اول، نقدعلی بیک، سفیر ایران در لندن، رابرت شرلی، یک تاجر ایرانی و عده زیادی دیگر سفر خود را از طریق راه دریایی شروع کرده و در تاریخ ۱۰ ژانویه ۱۶۲۸ از بندرعباس به ایران وارد شدند. نخستین شهری که پس از بندرعباس دیدند، شیراز بود. هربرت شیفته زیبایی‌های شیراز شده بود و این شهر را زیباترین شهر آسیا می‌دانست. پس از اقامت یک‌ماهه در فارس و بازدید از تخت جمشید به اصفهان سفر کردند و ۳ هفته نیز در آنجا بودند. او از اصفهان به عنوان یکی از باشکوه‌ترین شهرهای آن دوره اشاره می‌کند. سپس آنها به سمت شمال حرکت کردند تا ملاقاتی با شاه عباس صفوی در اشرف داشته باشند و پس از آن به آمل سفر کرد. در ادامه سفر، هربرت و تعدادی از همراهانش مجدداً به اصفهان بازگشته و پس از سفر به بغداد راهی هندوستان و قاره آفریقا شدند و پس از یک سفر چهارساله به انگلستان بازگشتند.

## سفرنامه
هربرت که در زمان دیدارش از ایران بسیار جوان بود، از شعور و دایره دید وسیعی برخوردار بود. وی نه تاجر بود، نه دیپلمات. تنها ذوق تحقیق و کنجکاوی او را به سفر کشانده بود. ضمن آن که او در نویسندگی هم تبحری خاص داشت. هربرت شرح این سفر را با عنوان توصیف پادشاهی ایران در سال ۱۶۳۴ در لندن به چاپ رساند که جزو نخستین سفرنامه‌های ایران که انگلیسی‌ها نوشته‌اند به‌شمار می‌آید. او سفرنامهٔ ایران خود را گسترش داد و سه جلد دیگر به آن افزود و با عنوان چند سال مسافرت در آفریقا و آسیای بزرگ در سال ۱۶۷۷ منتشر کرد که بخش مهمی از کتابش به کشور ایران اختصاص دارد. او در سفرنامه اش دربارهٔ مسائل اجتماعی و اقتصادی ایران، شهرها، باغها، علوم جغرافیایی، تاریخ و باستان‌شناسی و حتی مسائل مربوط به رام کردن حیوانات را گزارش می‌دهد. این سفرنامه که بارها به زبان‌های مختلف اروپایی چاپ شده، حاوی تصاویری مستند و بسیار ارزشمند است. از جمله مهمترین تصاویر موجود در این سفرنامه می‌توان به پرتره شاه عباس، تصاویر مربوط به نحوه پوشش طبقات مختلف جامعه ایران، نحوه پوشش زنان ایرانی و اهالی نقاط مختلف ایران اشاره کرد. همچنین قدیمی‌ترین و شاید در نوع خود بی نظیرترین تصویر را از میدان نقش جهان می‌توان در سفرنامه هربرت یافت.

## نگارخانه

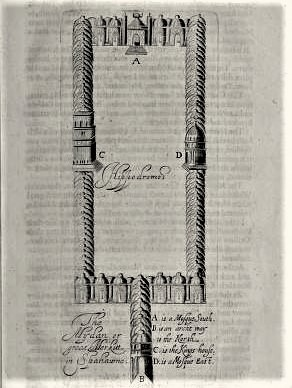
میدان نقش جهان
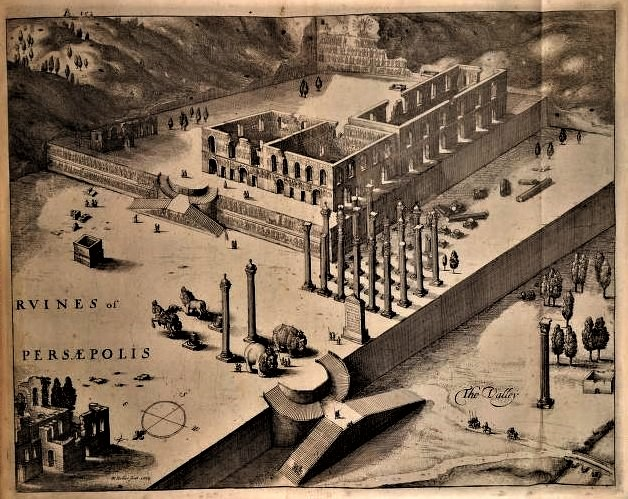
تخت جمشید
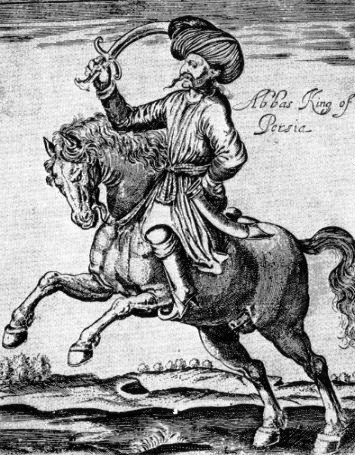
شاه عباس اول
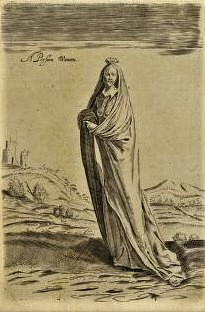
زن ایرانی در دورهٔ صفوی
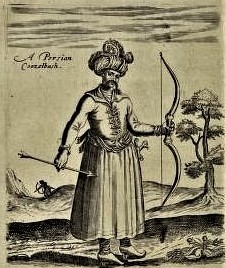
مرد ایرانی (قزلباش) در دورهٔ صفوی